# Depozyt berliński

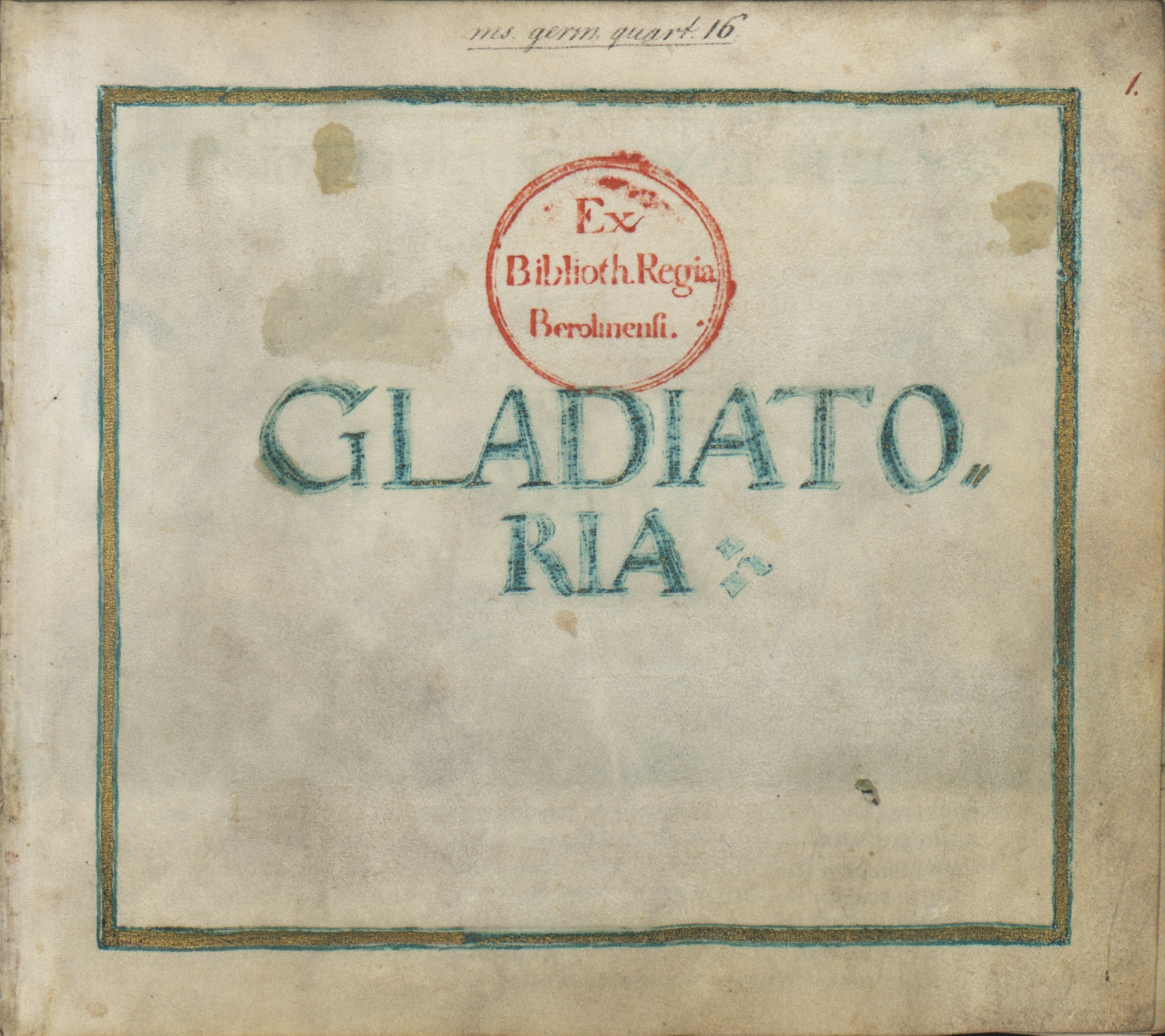
Karta tytułowa z XV-wiecznego podręcznika fechtunku Gladiatoria, opatrzona stemplem Królewskiej Biblioteki w Berlinie

Berlinka, zbiory berlińskie, depozyt berliński lub rzadko skarb pruski – zwyczajowe określenia zbioru przeszło 500 tysięcy zabytkowych archiwaliów pochodzących z byłej Pruskiej Biblioteki Państwowej, znajdujących się od II wojny światowej w depozycie w Bibliotece Jagiellońskiej w Krakowie. Zbiór obejmuje m.in. manuskrypty Goethego, Mozarta, Beethovena, Bacha, ponadto rękopisy m.in. romańskie, greckie, hebrajskie, tybetańskie oraz drogocenne starodruki.

## Informacje historyczne
W związku z nalotami alianckimi władze niemieckie zarządziły w 1941 r. ewakuację najcenniejszych zasobów Pruskiej Biblioteki Państwowej, a tymczasowe magazyny utworzono z dala od Berlina, m.in. na Dolnym Śląsku. Jeden z takich magazynów znajdował się na zamku w Książu, dokąd w listopadzie 1941 r. trafiła część zbiorów berlińskich. W związku z przebudową zamku, archiwalia przewieziono latem 1944 r. do opactwa Cystersów w Krzeszowie. Część zbiorów berlińskich uległa przy tym zniszczeniu lub zaginęła. Po 1945 r. tereny Dolnego Śląska znalazły się w granicach Polski, a odnalezione archiwalia, 490 z 505 skrzyń, przewieziono w 1946 r. najpierw do krakowskich klasztorów misjonarzy i dominikanów, a w listopadzie 1947 r. do Biblioteki Jagiellońskiej, gdzie przechowywane są do dziś jako depozyt skarbu państwa.
Miejsce składowania zasobów berlińskich utrzymywano w ścisłej tajemnicy do lat 60. XX wieku. Przekazanie w roku 1977 przez Edwarda Gierka na ręce Ericha Honeckera w darze dla NRD 6 rękopisów muzycznych ze zbiorów berlińskich, w tym Beethovena i Mozarta, wywołało duże zainteresowanie zbiorami wśród badaczy, zwłaszcza muzykologów i germanistów, skutkiem czego na początku lat 80. podjęto decyzję o udostępnianiu ich naukowcom do celów badawczych i edycyjnych.
W roku 2015 w krakowskim klasztorze dominikanów odnaleziono ok. 10 m.b. archiwaliów pochodzących z zasobu berlińskiego, uznawanych do tej pory za zaginione. Wśród nich rękopisy greckie, łacińskie, arabskie, chińskie, sanskryckie i hebrajskie.

## Zasoby
Znajdujące się w Bibliotece Jagiellońskiej zbiory powszechnie identyfikowane są jako najcenniejsza część dawnych zasobów Pruskiej Biblioteki Państwowej. Obejmują większą część tzw. zbiorów specjalnych o wyjątkowym znaczeniu dla kultury i historii europejskiej.

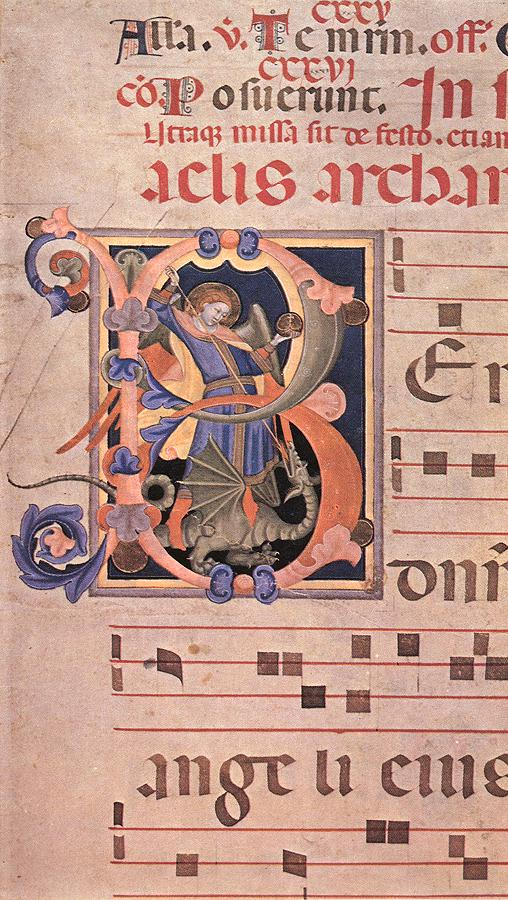
Fragment XIV-wiecznego graduału skopiowanego przez warsztat ze Sieny

Zbiory muzyczne obejmują 8658 druków z XVI i XVII wieku, a także 524 rękopisy muzyczne, wśród których ok. stu to średniowieczne manuskrypty, a niemal 400 – autografy europejskich kompozytorów działających pomiędzy XVII a XIX wiekiem. Znajdują się wśród nich utwory Johanna Sebastiana Bacha i jego synów, Wolfganga Amadeusa Mozarta, Ludwiga van Beethovena, Franza Schuberta, Johannesa Brahmsa, Roberta Schumanna, Josepha Haydna, Felixa Mendelssohna-Bartholdy’ego, Niccolò Paganiniego, Ferruccio Busoniego, Luigiego Cherubiniego, Georga Philippa Telemanna i wielu innych.
Zbiory literackie zawierają m.in. wiele średniowiecznych manuskryptów i ok. 12 tysięcy starodruków, w tym 183 inkunabuły i 5 tysięcy rozmaitych druków ulotnych. Wśród cennych autografów wymienia się m.in. odręczne prace reformatorów chrześcijaństwa Marcina Lutra, Jana Kalwina, filozofów Georga Wilhelma Friedricha Hegla i Johanna Gottfrieda Herdera, czy bajkopisarzy braci Grimm.
Ważną część zasobu stanowi ponadto kolekcja Karla Augusta Varnhagena von Ense (1785-1858), obejmująca w części krakowskiej ok. 300 pudeł zawierających listy, rękopisy literackie, dzienniki, zapiski, druki oraz inne dokumenty związane z przeszło 9 tysiącami osobistości życia literackiego, kulturalnego i politycznego, głównie z końca wieku XVIII i pierwszej połowy wieku XIX.
W zbiorach berlińskich znajdują się także wyjątkowo cenne Libri picturati, czyli zbiór XVI-wiecznych 1142 barwnych akwareli, przedstawiających ok. 1860 okazów ponad 1700 gatunków roślin. Autorem tego zbioru jest Charles de L’Écluse (1526–1609), znany w Polsce jako Kluzjusz, który udokumentował w ten sposób wyprawę Maurycego Jana Nassau do Brazylii.

## Kwestia zwrotu dzieł
Od wielu lat Niemcy domagają się zwrotu bezcennych zbiorów, strona polska odmawia jednak ze względu na utratę polskich dóbr kultury, zrabowanych przez III Rzeszę z okupowanej Polski w latach 1939–1945, oraz brak ekwiwalentu w dobrach kultury w związku z celowym niszczeniem polskich dóbr kultury przez Niemców w latach 1944–1945 (szczególnie po upadku powstania warszawskiego). Wskazuje się ponadto na fakt, iż Polska weszła w posiadanie spornych zbiorów nie na drodze grabieży, tylko dzieła te znajdowały się po zakończeniu wojny na ziemiach, które w wyniku międzynarodowych konferencji pokojowych przypadły Polsce.
W 1977 Edward Gierek przekazał Erichowi Honeckerowi oryginały partytur Mozarta, Bacha i Beethovena jako „dar narodu polskiego dla narodu NRD”, otrzymując w zamian portret Jana III Sobieskiego. W 2000 premier Jerzy Buzek przekazał kanclerzowi Gerhardowi Schröderowi najstarsze wydanie Biblii w tłumaczeniu Marcina Lutra.
Podobne roszczenia strona niemiecka wysuwa wobec kolekcji Hermanna Göringa, znajdującej się w Muzeum Lotnictwa Polskiego w Krakowie.
W listopadzie 2007 w trakcie swego wystąpienia na Uniwersytecie Jagiellońskim niemiecki naukowiec, prof. Peter Hommelhoff, 743. rektor Uniwersytetu w Heidelbergu, zaproponował, aby zbiory pozostawić w Polsce jako zalążek biblioteki będącej składnicą dzieł o wartości ogólnoeuropejskiej.